# RinGOch
RinGOchは、P2P通信ソフトAlpha2に電子掲示板・画像掲示板・Wiki・ブログ機能などを追加し、これらを提供するゲートウェイである。

## 概要
RinGOchは事実上Alpha2には必須のもので、セットで利用する。
各機能にはウェブブラウザを使ってアクセスする。P2P技術を使っており、不特定数のパソコンによって掲示板のデータが保存される。
自分のパソコンにインストールして自分がアクセスするのが基本であるが、インターネットを介して不特定多数に公開してアクセスさせることも可能である。
Alpha2の開発はソースコードの紛失によって終了しており、RinGOchのみ更新が行われている。

## Alpha1
Alpha1はAlpha2の前身となるものである。
開発は既に終了している。
Alpha2とは異なり、電子掲示板機能と、それにアクセスするためのユーザインタフェースを内蔵している。